# 丸の内ピカデリー
丸の内ピカデリー（まるのうちピカデリー、Marunouchi Piccadilly）は、東京都千代田区有楽町センタービル（有楽町マリオン）内にある松竹マルチプレックスシアターズが所有する映画館。本館9階にピカデリー1とピカデリー2、新館5階にドルビーシネマの計3スクリーンを有し、松竹系列のチェーンマスターとして親しまれている。
本項ではピカデリーの前身となった劇場『邦楽座』時代からの歴史についても述べる。

## 歴史
- 1924年7月 - 前身となる劇場『邦楽座』開業。
- 1927年 - パラマウント映画直営館として映画興行開始。
- 1934年6月 - 『丸の内松竹』と改称し松竹キネマの封切館となる。
- 1942年 - 戦時体制により設立された社団法人「映画配給社」により“白系”に属される[1]。
- 1957年 - 改築により『丸の内ピカデリー』『丸の内松竹』の2館体制となる。
- 1984年
  - 10月2日 - 再開発により旧館2館を閉鎖。この日に合わせ「グレート・メモリーズ」と題した名作上映会を行う。
  - 10月6日 - 有楽町マリオン本館（当時は西武百貨店）側9階に『丸の内ピカデリー1・2』として移転・再開業。
- 1987年10月3日 - 有楽町マリオン新館5階に『丸の内松竹』開業。
- 1999年6月12日 - 丸の内松竹が『丸の内プラゼール』に改称。
- 2008年12月1日 - 丸の内プラゼールが『丸の内ピカデリー3』に改称。
- 2011年3月1日 - 松竹本社から松竹マルチプレックスシアターズに経営移管される。
- 2019年10月4日 - 丸の内ピカデリー3が『丸の内ピカデリー ドルビーシネマ』に改称。ドルビーシネマ専用劇場としてリニューアル。
- 2021年11月26日 - ピカデリー1とピカデリー2がリニューアルオープン。

## 概要

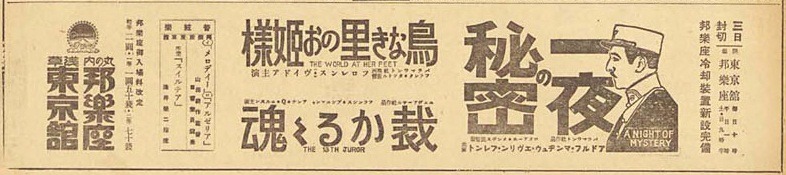
「時事新報」1928年8月3日付に掲載された邦楽座と東京館（後の東京クラブ、1991年閉館）の広告

1924年7月、東京市麹町区に『邦楽座』（ほうがくざ）として開場する。当初は歌舞伎や宝塚歌劇などを上演する芝居小屋だったが、1927年4月からパラマウント映画の直営館となり、映画興行を開始する。1928年には第1回アカデミー賞最優秀作品賞を受賞した『つばさ』（監督ウィリアム・A・ウェルマン）が邦楽座で封切られている。徳川夢声率いる「ナヤマシ会」のメンバーだった牧野周一が活弁を行ったこともあった。1930年、当館と同じ麹町区内に既存していた帝国劇場が松竹の洋画ロードショー館に転向。邦楽座と競合することになる。
その後パラマウント映画が松竹と洋画興行を統合したため松竹の経営に移り、のち松竹キネマの封切館に転換して1934年6月に『丸の内松竹』に改名。帝国劇場がライバル会社・東宝の傘下となった1940年1月、館名を邦楽座に戻したものの、戦後占領軍（イギリス軍）に接収されて『ピカデリー劇場』と名付けられる。1949年2月に接収解除後も丸の内ピカデリー劇場として、松竹洋画系の基幹劇場となっていた。1947年3月15日、麹町区は神田区と合併統合し、千代田区となる。
1949年、GHQの民間情報教育局演劇担当者は、日本の現代演劇を育成するためにアメリカ的なロングラン公演を定着させたいと発案。同年5月から丸の内ピカデリーの夜の部を開けさせ、俳優座による『フィガロの結婚』を上演させた。この上演は50日間で35000人を動員した。
邦楽座時代からの初代建物は1957年に建て替えられ、「丸の内ピカデリー」「丸の内松竹」の2館体制となった。この年には東宝が自社ビル内に千代田劇場（後の日比谷映画）とみゆき座を新設するなどしており、千代田区内の映画館は24スクリーンに増えていた。1961年12月23日封切の『ウエスト・サイド物語』（監督ロバート・ワイズ、ジェローム・ロビンス）は、1963年5月17日まで509日間に及ぶロングラン上映記録を打ち立てている他、1982年12月4日にはスティーヴン・スピルバーグ監督の『E.T.』が同館をメインに封切られ、当時の興行成績を塗り替える大ヒットを記録している。
1984年、2代目の建物も有楽町センタービル（有楽町マリオン）の新館建設に伴い取り壊されることになったため、同年10月6日より、既に隣接地に完成していたマリオン本館の9階に移転。ピカデリー1・2の2スクリーン編成となり、約四半世紀の歴史を経て現在に至る。映画以外の多目的使用に対応する改装を施し、2021年11月26日にリニューアルオープンしたが、現在では少なくなった2階席のあるフロア構成を残している。
一方、マリオン新館では1987年に丸の内松竹が再開業し、丸の内プラゼール（1999年）→丸の内ピカデリー3（2008年）と改称したのち2018年12月2日をもって休館し、2019年10月4日にドルビーシネマ専用劇場としてリニューアルオープンした。
2011年3月1日、松竹は映画興行部門をシネマコンプレックス「MOVIX」を運営する子会社の松竹マルチプレックスシアターズ(以下、SMT)に継承したため、現在はSMTの経営・運営となっている。その後もMOVIX系のシネコンと同様のサービスは行っていなかったが、2014年春にSMTが運営する映画館全館のサービス統一に伴いサービスの移行が始まり、同年5月21日に統一を完了している。
2018年3月29日に開館したTOHOシネマズ日比谷では、競合関係にありながらも当館での上映作品が並行して上映されているが、丸の内ピカデリー ドルビーシネマでは対応作品であっても東宝系として公開される映画は一部上映されないことがある。

## 各館の特徴
有楽町マリオン本館（ルミネ1）にあるピカデリー1・ピカデリー2と、マリオン新館（ルミネ2）にあるドルビーシネマは別個に位置しており、地上階からの入館経路やチケット発券場所が異なっているため、初めて利用する場合は事前確認が必要となる。

### 丸の内ピカデリー1
有楽町マリオン本館9階、エントランスから向かって右側のスクリーン。定員623人（1階439席+2階184席）、スクリーンサイズは15.60 m×6.53 m。常に洋画の大作が上映されているが、松竹系の邦画が上映される時もある。松竹東急系のチェーンマスターであり、特に松竹系では最大規模を誇る。
2021年11月のリニューアルの際、関東地区で初めて300インチの可動式スクリーン3面を導入。音楽のコンサートや舞台演劇・スポーツ中継など多目的に利用でき、会場全体を広く映し出すことができる。
ロビーはピカデリーのブランドイメージカラーである「ピュアホワイト」とレッドカーペットをイメージした「赤」を用いた、明るく清潔感のある空間デザインになっている。

### 丸の内ピカデリー2
有楽町マリオン本館9階、エントランスから向かって左側のスクリーン。定員434人（1階283席+2階151席）、スクリーンサイズは16.00 m×6.70 m。松竹東急系のチェーンマスター。主に松竹系の邦画を中心に上映している。
2021年11月のリニューアルの際、スクリーン前に幅15 m×奥行3 mの大型ステージを設置。最大40名まで登壇可能で、ライブパフォーマンスや舞台挨拶などのイベントに対応可能。

### 丸の内ピカデリー ドルビーシネマ
有楽町マリオン新館5階にあるスクリーン。定員255人、スクリーンサイズは15 m×7.13 m。都内初のドルビーシネマ導入館であり、1施設に1スクリーンのみの専用劇場としては国内初の事例となる。洋画と邦画が交互に上映されている。松竹東急系のチェーンのチェーンマスター。
プレミアムな鑑賞体験を提供するため、5階フロア全体を黒を基調としたシックな空間デザインに統一し、ロビーにはカッシーナ製高級ソファーが置かれる。それまで540席あった座席が約半分になったほか、場内に段差がつき、スクリーンも縦横それぞれ1m強サイズアップされた。最前列はオットマン付のリクライニングシートとなっている。

## ギャラリー

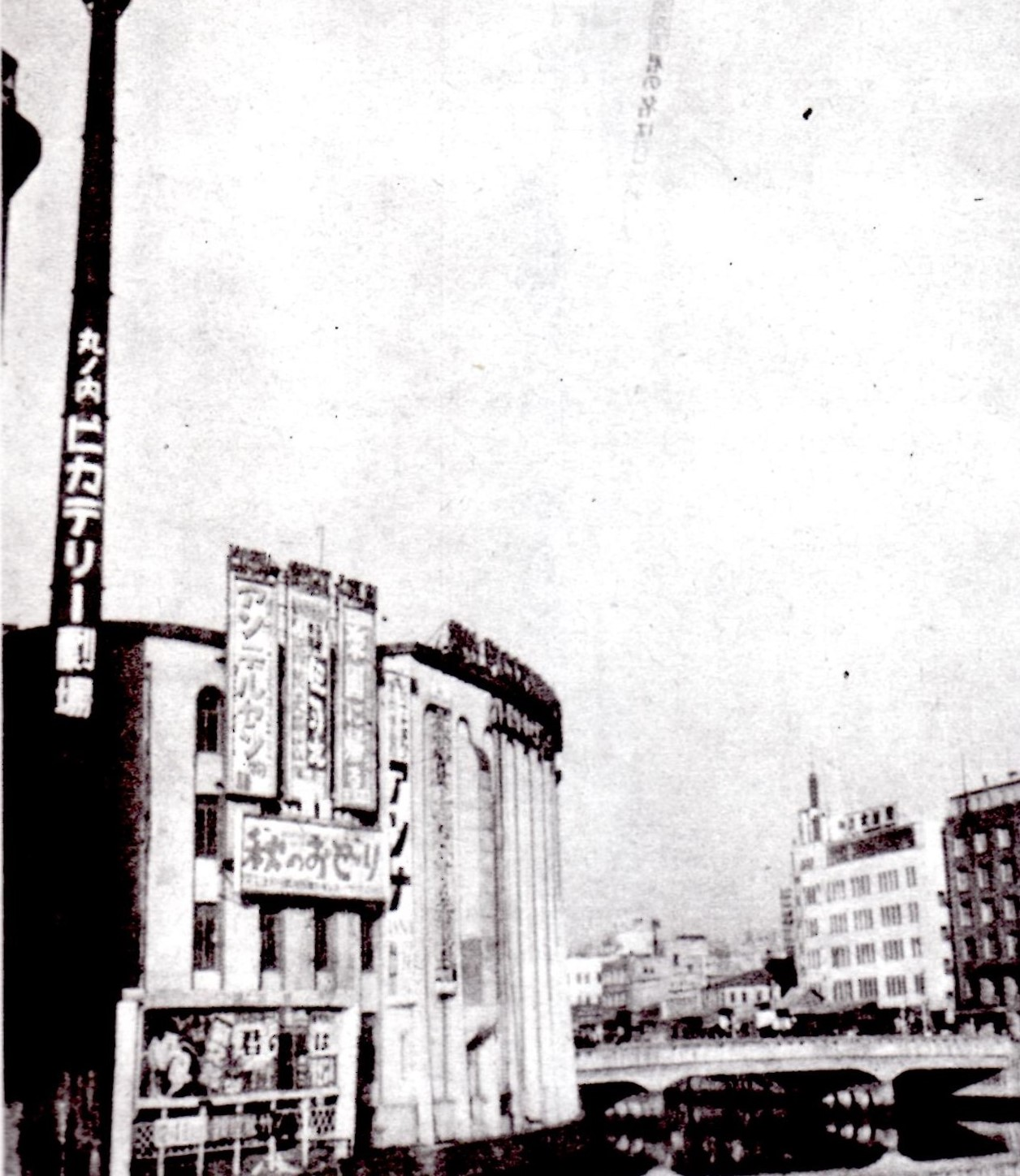
ピカデリー劇場（1954年）
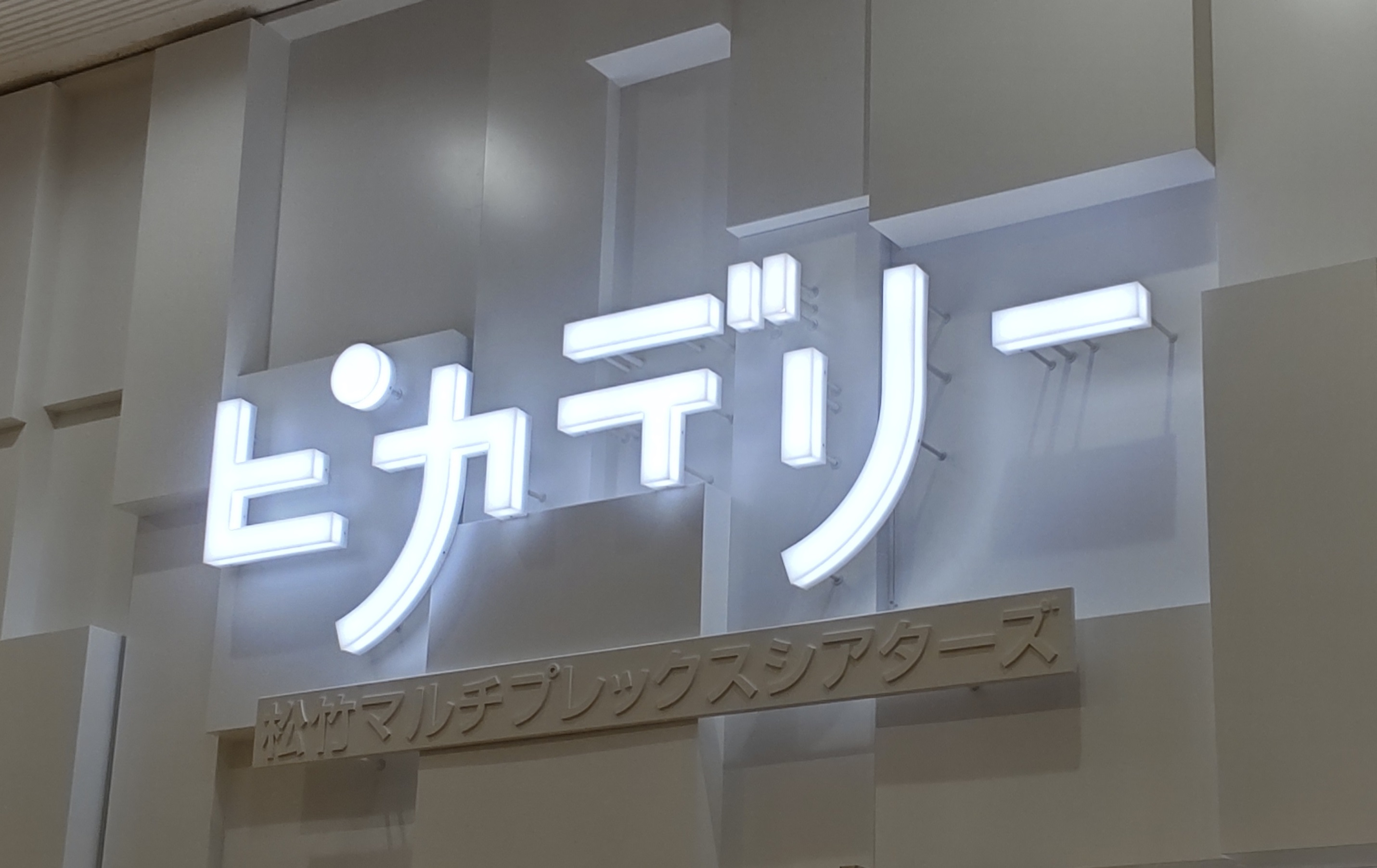
本館エントランスのサイン
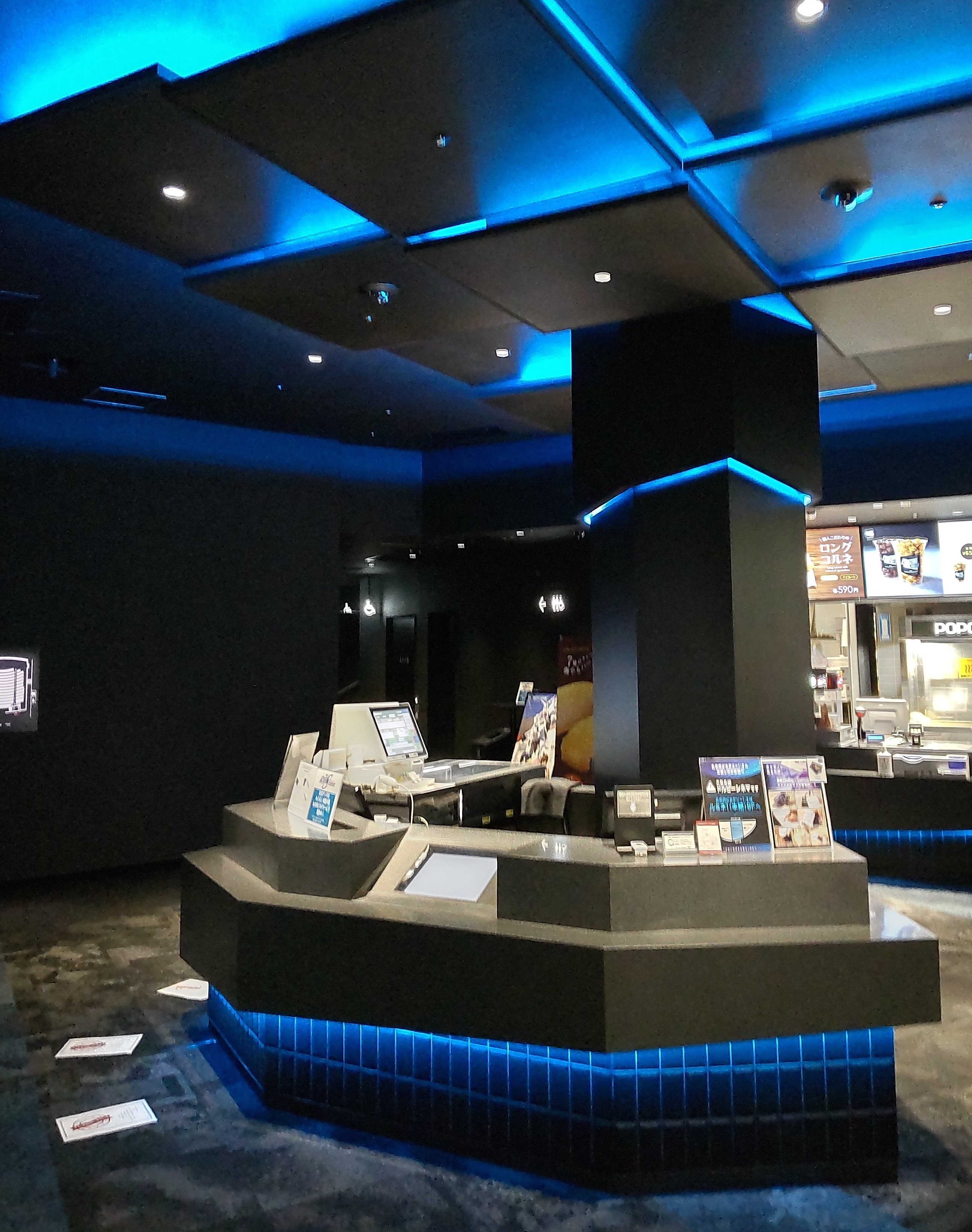
ドルビーシネマのロビー
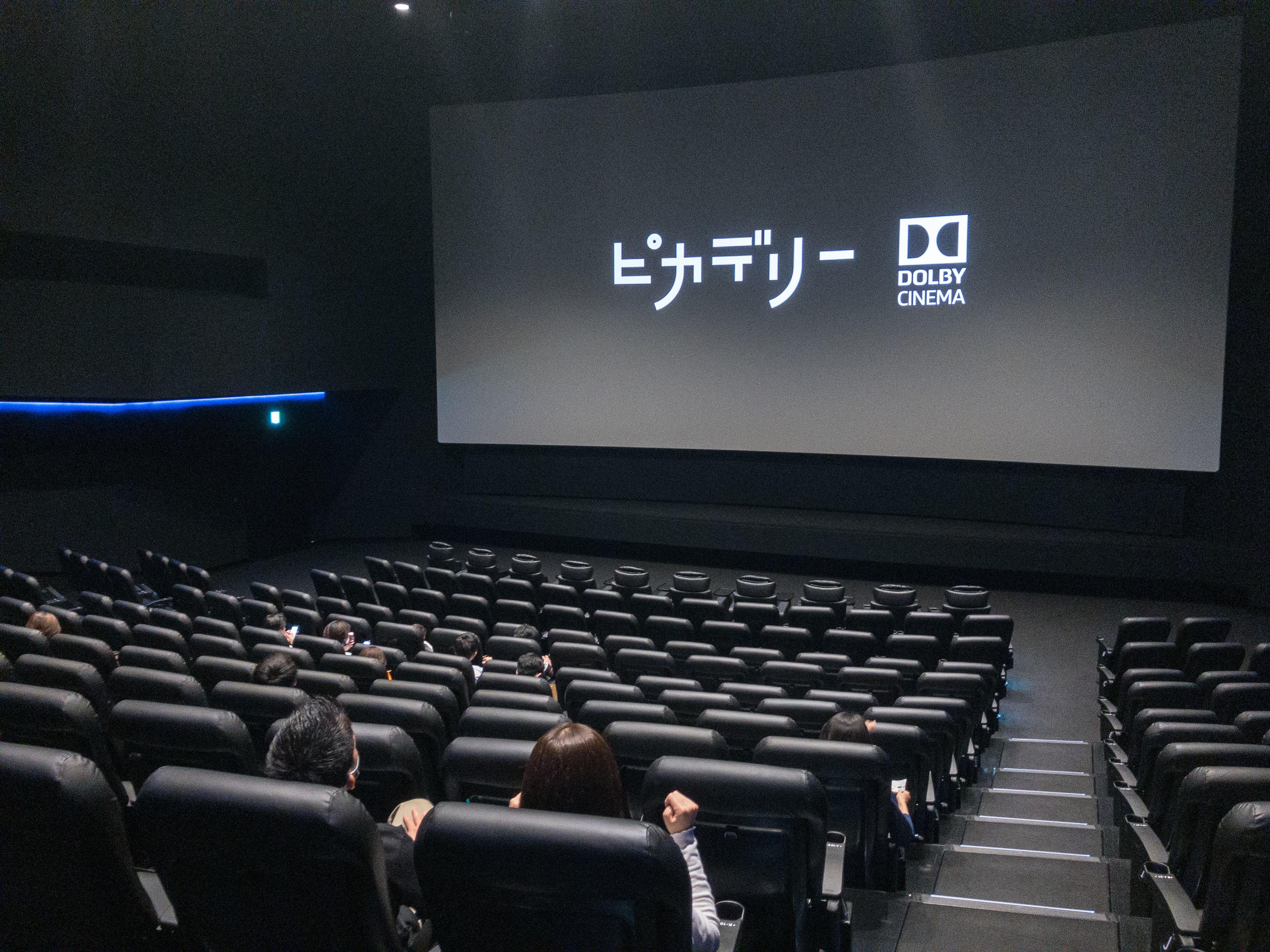
ドルビーシネマの館内